# Miroslav Filipović
Miroslav Filipović "Majstorović" (también conocido como Tomislav Filipovič o Fra Sotona —«Hermano Satán»—) (1915-1946) fue un fraile franciscano y sacerdote católico croata vinculado a la Ustacha, criminal de guerra.

## Biografía
Nacido en 1915, fue líder y verdugo en el campo de concentración de Jasenovac durante la Segunda Guerra Mundial, donde asesinó a cientos de serbios. Expulsado de la orden franciscana en abril de 1942, una vez concluida la guerra fue ahorcado en 1946.
El 27 de octubre de 1942 al 20 de marzo de 1943 fue comandante del Campo de concentración de Stara Gradiška. Durante ese período, las ejecuciones en masa y asesinatos individuales comenzaron, en el que participaron Majstorović, según su propia confesión.

## Posguerra
En 1946 Filipović fue juzgado en Belgrado por crímenes de guerra. Dio evidencia consistente con su declaración a la comisión croata de haber cometido crímenes de guerra, admitiendo su participación en algunos crímenes y negando la implicación en otros. Vestido con las túnicas de la Orden Franciscana, fue declarado culpable, condenado a muerte y ahorcado.